# Lu Xun
Lu Xun (kinesisk: 鲁迅, pinyin: Lǔ Xùn, Wade-Giles: Lu Hsün) (25. september 1881 i dagens Yuecheng i Shaoxing i Zhejiang i Kina – 19. oktober 1936 i Shanghai), pseudonym for Zhou Shuren (周樹人; pinyin: Zhōu Shùrén), anses af mange som den største og mest indflydelsesrige kinesiske forfatter og samfundskritiker i første del af 1900-tallet.
Han var forkæmper for litteratur skrevet på kinesisk talesprog (til forskel fra klassisk kinesisk), esperanto, og han var også virksom som oversætter (frem for alt fra russisk).
Han var stærkt kritisk over Kinas konfucianske tradition og hans kritik havde stor indflydelse efter 4. maj-bevægelsen. Lu, som var aktiv i flere radikale tidsskrifter, sympatiserede med de kinesiske kommunister, selv om han aldrig blev medlem af deres parti. Hans værker var forbudte på Taiwan frem til slutningen af 1980'erne.

## Biografi

### Tidlige liv
Lu Xun blev født i Shaoxing i Zhejiang provinsen, og var først navngivet Zhou Zhangshou (周樟壽; pinyin: Zhōu Zhāngshòu). Hans tidligere kaldenavn var Yu Shan (豫山; pinyin: Yùshān), senere ændrede til Yucai (豫才; pinyin: Yùcái), og tog til sidst selv navnet Shuren (樹人; pinyin: Shùrén), der oversat betyder "at være en uddannet mand".
Shaoxing Zhou familien var meget veluddannet, og hans farfar Zhou Fuqing 周福清 besad stillinger ved Hanlin Akademiet; Zhou’s mor, née Lu, lærte sig selv at læse. Alligevel, efter en sag omhandlende bestikkelse blev afsløret – Zhou Fuqing prøvede at skaffe et kontor til sin søn, Lu Xuns far, Zhou Boyi – forfaldt familiens formue. Zhou Fuqing blev arresteret og næsten halshugget. Samtidigt voksede Lu Xun op hos en ældre husassistent Ah Chang, som han kaldte Chang Ma; en af Lu Xuns yndlings børnebøger var Classic of mountains and seas.
Hans fars kroniske sygdom og senere død under Lu Xuns pubertet, åbenbart fra tuberkulose, overbeviste Zhou om at studere medicin. Grundet mistilliden til traditionel kinesisk medicin (som i hans tid blev udøvet af fidusmagere, der fejlede i at kurere hans far), rejste han til udlandet for at få en vestlig medicinal grad ved Sendai Medicinske Akademi (nu medicinskole ved Tohoku Universitet) i Sendai, Japan, i 1904.

## Danske oversættelser
Følgende udgivelser af Lu Xun er oversat til dansk:
- En lille tildragelse, overs. K. Robert Adamsen. I Adamsen, red. Fjorten moderne kinesiske noveller. København: Thanning & Appel, 1946: 21-23.
- Velsignelse, overs. K. Robert Adamsen. I Adamsen, red. Fjorten moderne kinesiske noveller. København: Thanning & Appel, 1946: 24-48.
- Medicin, overs. K. Robert Adamsen. I Adamsen, red. Fjorten moderne kinesiske noveller. København: Thanning & Appel, 1946: 9-20.
- Ah Q's virkelige historie, København: Hasselbalch, 1953.
- Nytårsofret, overs. Gotfred Appel. I Appel, red. Nytårsofret og andre fortællinger. København: Tiden, 1959.
- Velsignet nytår, overs. Vibeke Børdahl og Liu Pai-shah. I Børdahl og Liu, red. Kinesiske noveller: Fra Lu Xun til Kulturrevolutionen. København: Borgen, 1971: 19-39.
- Om at skrive et forståeligt sprog, Foreningen Venskab med Kina, 1973.
- Litteratur og revolution i Kina: Essays 1918-36, udvalgt og overs. Finn Barlby. København: Tiderne Skifter, 1974.
- Ukrudt: Prosadigte 1924-26, gendigtet af Marianne Larsen. København: Sving, 1976.
- Kinesiske historier: "Den rigtige historie om Ah Q" og andre fortællinger, Odense Universitetsforlag, 1999.
- Tre noveller af Lu Xun: En gal mands dagbog, Medicin, Godt nytår!, overs. Mette Thunø et al. København: Københavns Universitet, Asien Instituttet, 2000.
- Opråb (呐喊; pinyin: Nàhǎn), overs. Peter Damgaard. København: Forlaget Sand og Jern, 2018.